# Triptykon
Triptykon es un grupo suizo de metal extremo fundado en 2008 por el guitarrista y vocalista Tom Gabriel Fischer, exlíder de las bandas Hellhammer, Celtic Frost y Apollyon Sun, en Zúrich. Para completar su formación, reclutó al baterista de origen estadounidense Reed St. Mark, al guitarrista de origen alemán V. Santura (ambos habían sido miembros de Celtic Frost) y a la desconocida bajista Vanja Slajh. St. Mark dejó la banda poco después de su formación y su puesto fue ocupado por el alemán Norman Lonhard.
Fischer comentó: "Triptykon sonará tan cerca de Celtic Frost como sea humanamente posible, y el álbum que estamos grabando contará con todo el material que yo había imaginado para el sucesor de Monotheist. Deseo que el álbum sea un desarrollo más oscuro, más pesado, y un poco más experimental que Monotheist." 
El 5 de agosto de 2009, Triptykon emitió un comunicado de prensa en el que indicaban que la grabación de su álbum debut, Eparistera Daimones, se iniciaría a mediados de agosto y continuaría hasta noviembre.
El 21 de diciembre de 2009, Triptykon emitió un comunicado de prensa para revelar Prowling Death Records firmó un acuerdo con Century Media Records, para publicar Eparistera Daimones el 22 de marzo de 2010.

## Historia

### Antecedentes

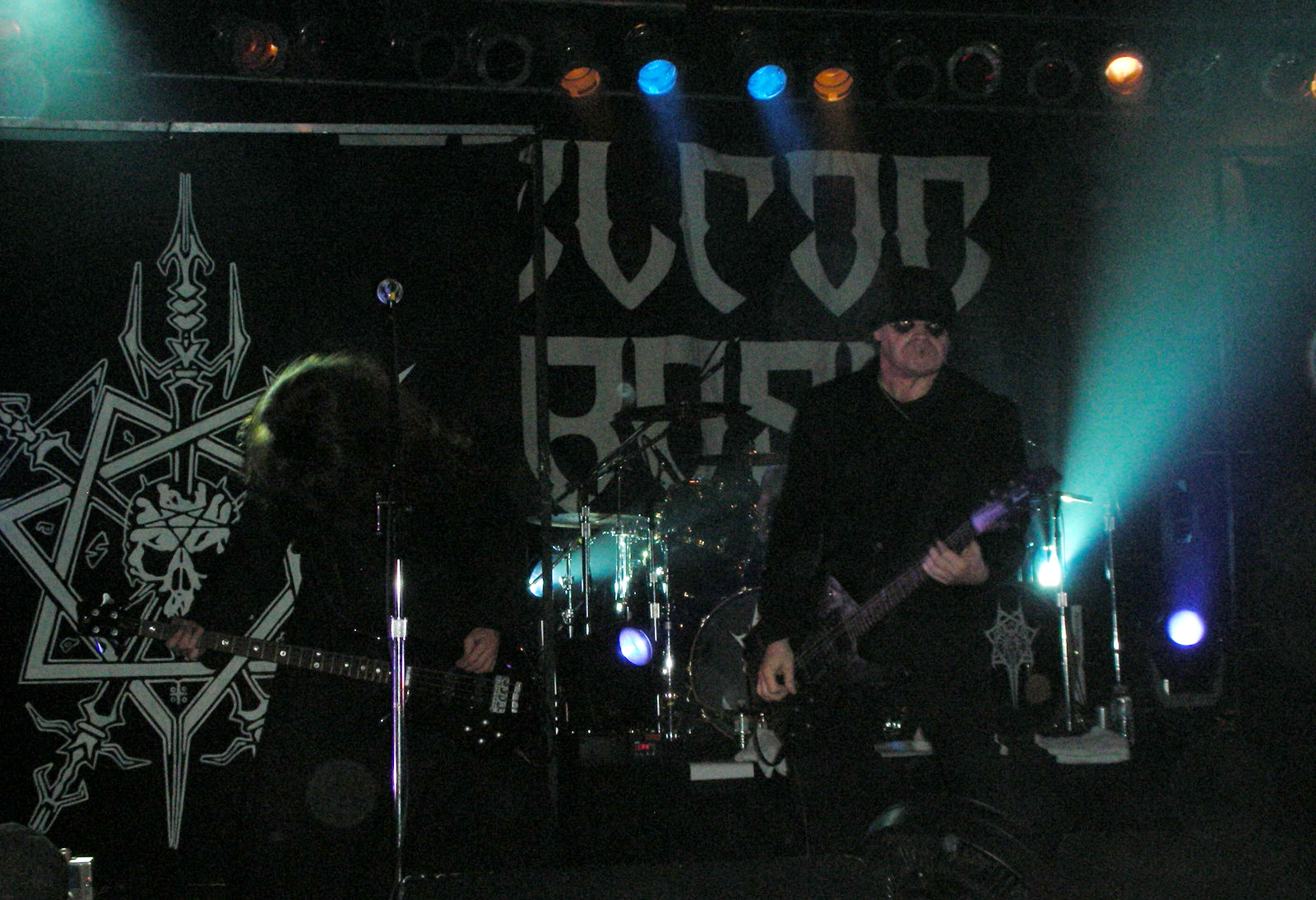
Tom Gabriel Warrior actuando con Celtic Frost en 2006.

Tom Gabriel Fischer había sido el fundador de las bandas Hellhammer, Celtic Frost y Apollyon Sun. De las tres bandas, Celtic Frost fue la que alcanzó más éxito y las que permaneció más tiempo en activo. En 1993 la banda se había separado y se volvió a reunir en 2001. Durante este tiempo Fischer fundó Apollyon Sun, con la que grabó un álbum de estudio y dos EP. Tras la reformación de Celtic Frost, con el bajista original Martin Eric Ain, el guitarrista Erol Unala y el batería Franco Sesa; la banda comenzó a grabar material para el que sería su sexto álbum de estudio. El 29 de mayo de 2006 fue publicado su nuevo álbum, Monotheist (que sería el último en la carrera de Celtic Frost) y esa misma noche la banda actuó en Wil SG (Suiza), que fue su primera actuación en vivo desde 1990. Sus siguientes conciertos fueron con la banda alemana Dark Fortress como teloneros, y más tarde con 1349 (con los que Fischer colaboró posteriormente), Sunn O))) y Goatwhore.
En 2007 el guitarrista de Dark Fortress, V. Santura se unió a Celtic Frost como guitarrista sustituyendo al noruego Anders Odden. en México la banda realizó sus últimos 2 conciertos, y en abril de 2008 Fischer anunció su salida de Celtic Frost, cuando el grupo se estaba preparando para publicar un álbum con canciones no incluidas en Monotheist. Al quedar Ain y Sesa únicamente en la banda, el bajista anunció la separación definitiva del grupo.

### Formación de Triptykon

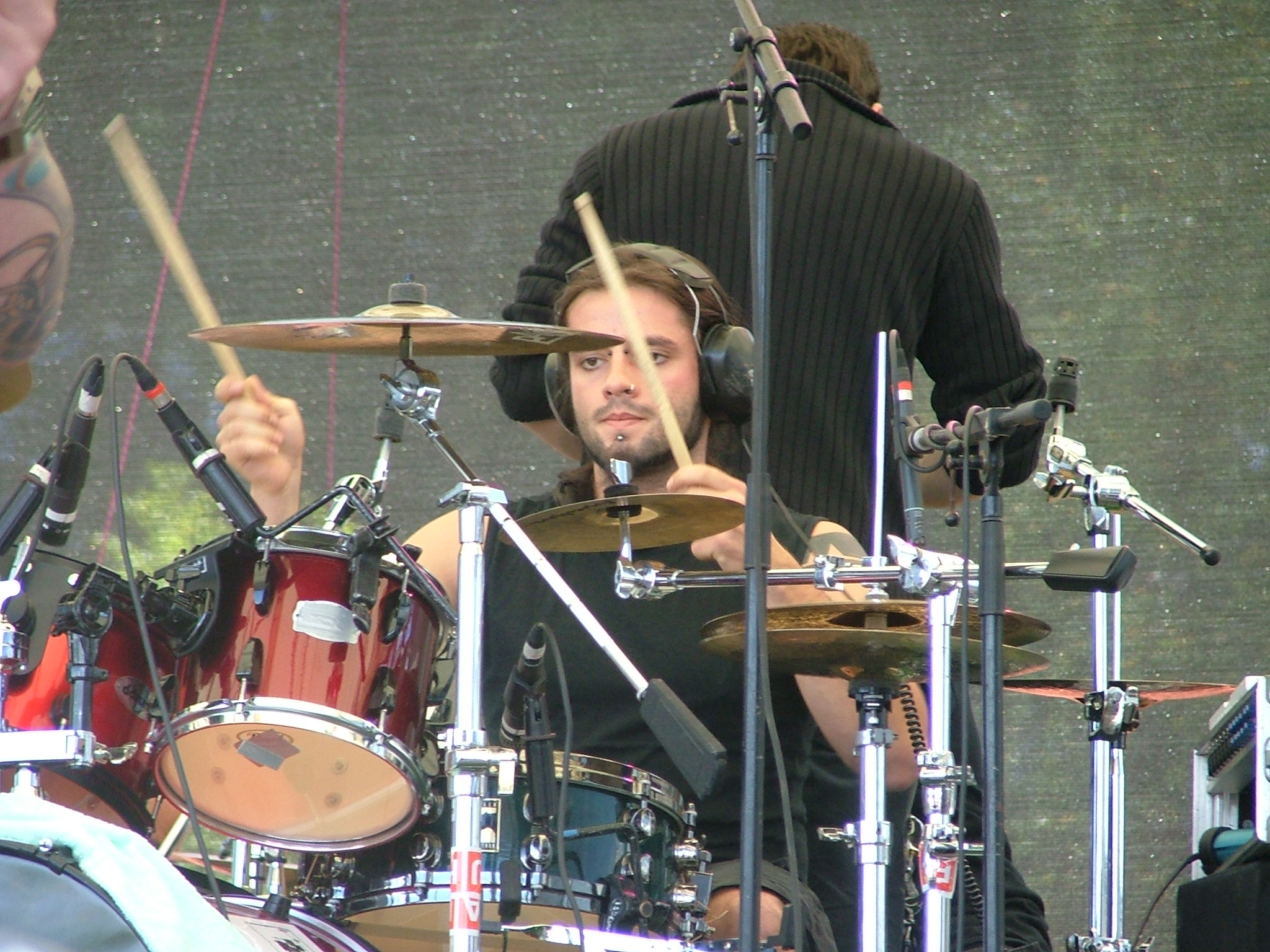
Norman Lonhard actuando en 2007.

Tras su repentina salida de Celtic Frost, Fischer anunció la formación de una nueva banda llamada Triptykon con la bajista Vanja Slajh (una amiga cercana con la que había trabajado anteriormente), el exbatería de Celtic Frost Reed St. Mark y V. Santura como guitarrista, y publicaron en su página de Myspace una canción inédita, llamada "Cucifixus".
Mientras tanto, Eric Ain y Sesa se vieron forzados a cancelar los conciertos de Celtic Frost programados hasta que finalmente en verano de ese mismo año, Ain y Fischer emitieron un comunicado anunciando la disolución definitiva de la banda.
En diciembre, Fischer se trasladó a Toten (Noruega) para grabar y producir el álbum Revelations of the Black Flame de 1349, para el cual tocó la guitarra y el bajo en uno de los temas. Durante su estancia en Noruega, empezó a escribir algunos temas para el primer álbum de Triptykon, como la canción «A Thousand Lies». Al año siguiente, el batería Reed St. Mark dejó la banda y su puesto fue ocupado por el alemán Norman Lonhard, que había formado parte de la banda Fear My Thoughts. Con la llegada de Lonhard quedó establecida la formación actual de la banda.

## Discografía

### Álbumes de estudio
| Fecha de lanzamiento | Título              | Lista de Suiza | Lista de Finlandia | Lista de Alemania | Lista de Países Bajos | Billboard 200 |
| -------------------- | ------------------- | -------------- | ------------------ | ----------------- | --------------------- | ------------- |
| 23 de marzo de 2010  | Eparistera Daimones | #73            | #28                | #81               | -                     | -             |
| 14 de abril de 2014  | Melana Chasmata     | #32            | #16                | #69               | #11                   | #171          |

### EP
- 2010: Shatter

### Vídeos musicales
- 2010: Shatter

## Miembros
Miembros actuales

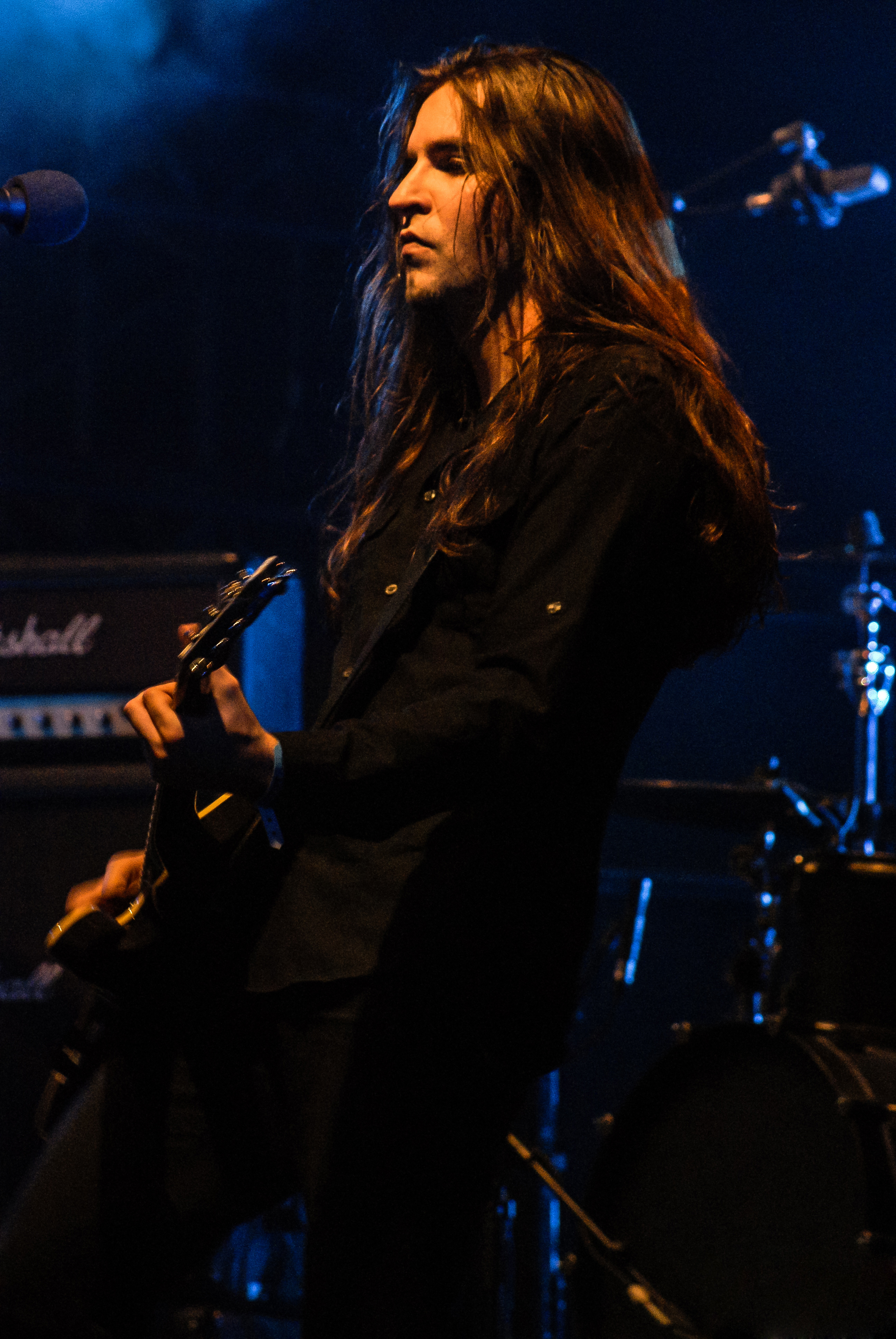
V Santura Guitarra
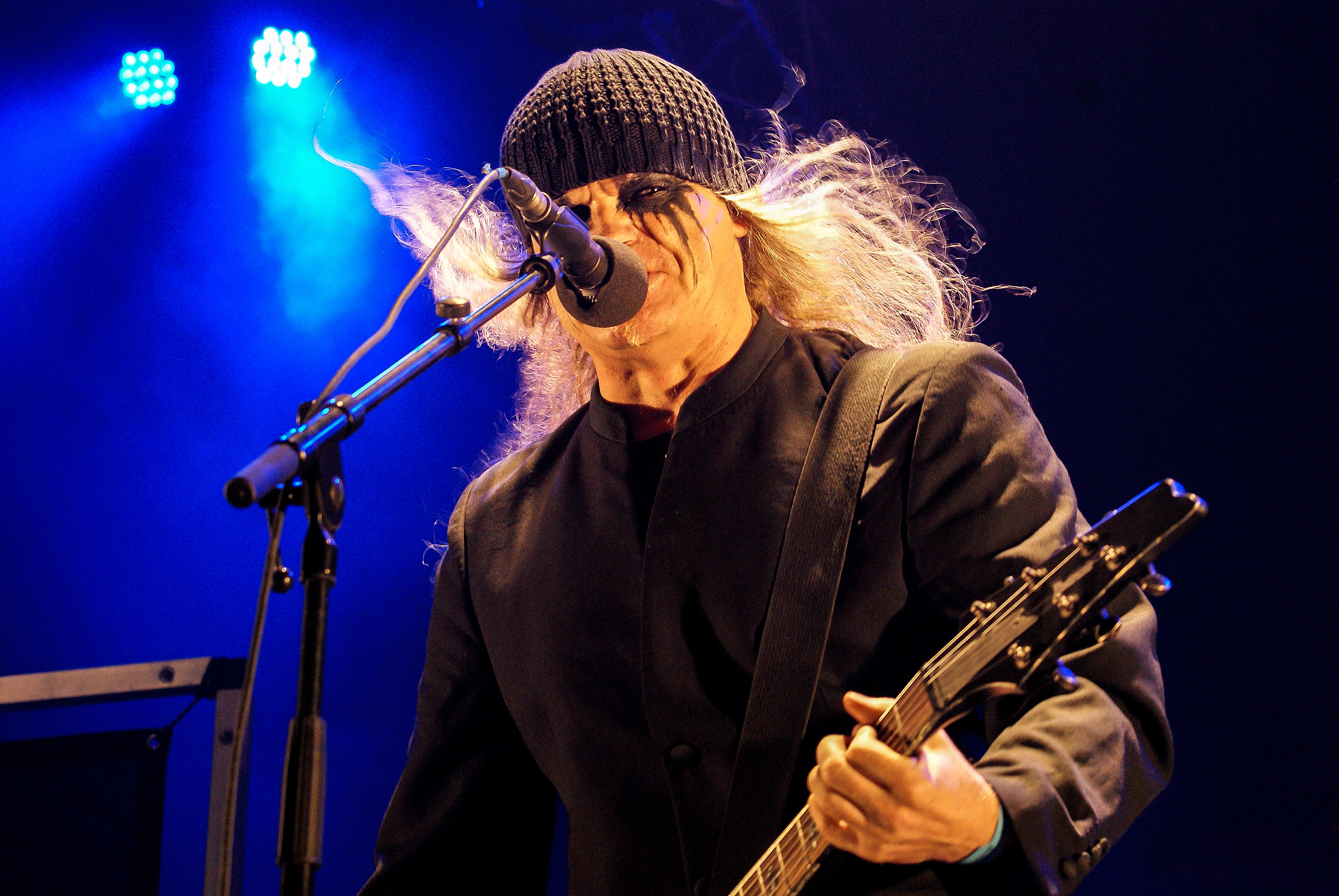
Tom G. Warrior Guitarra y Voz
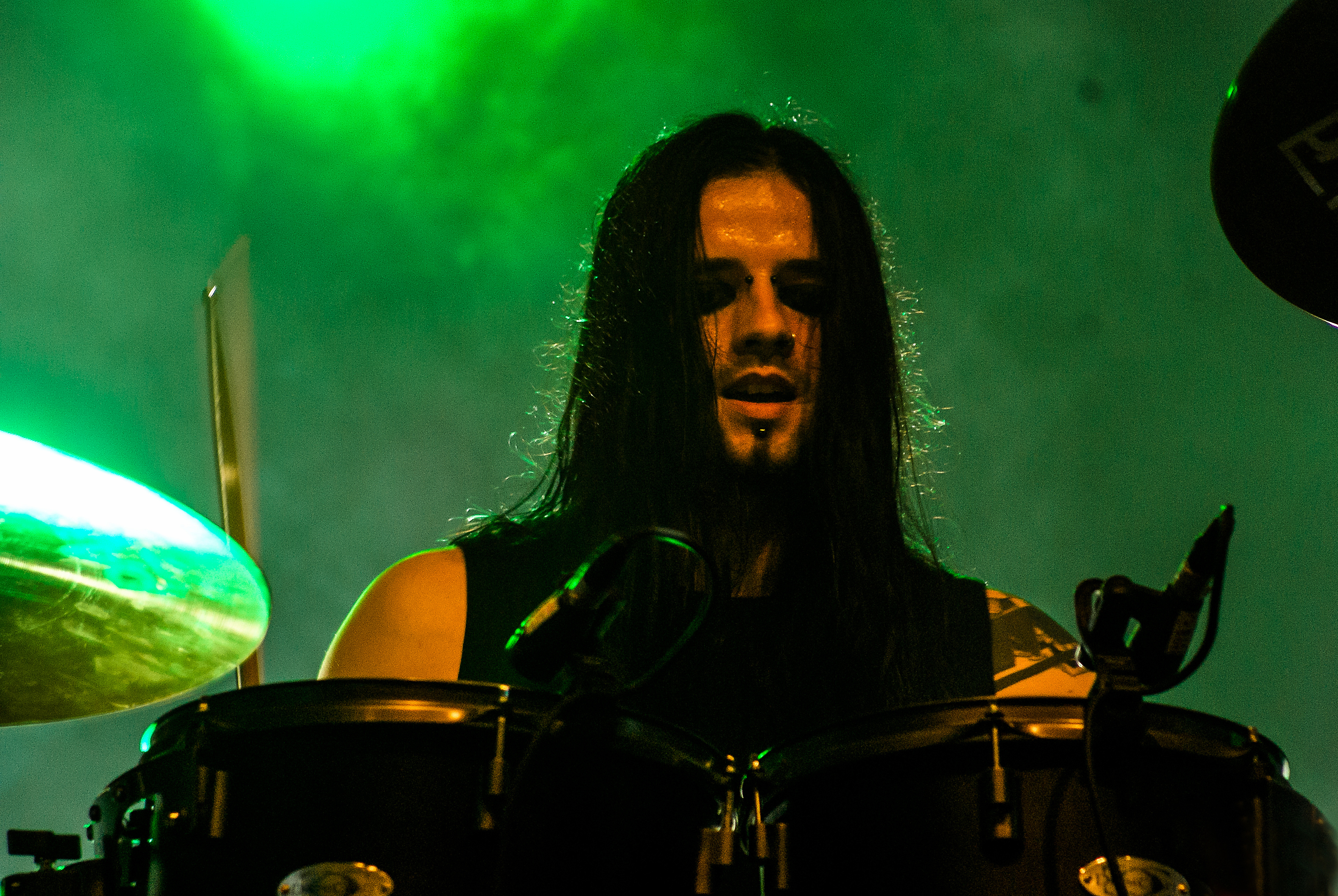
Norman Lonhard Batería
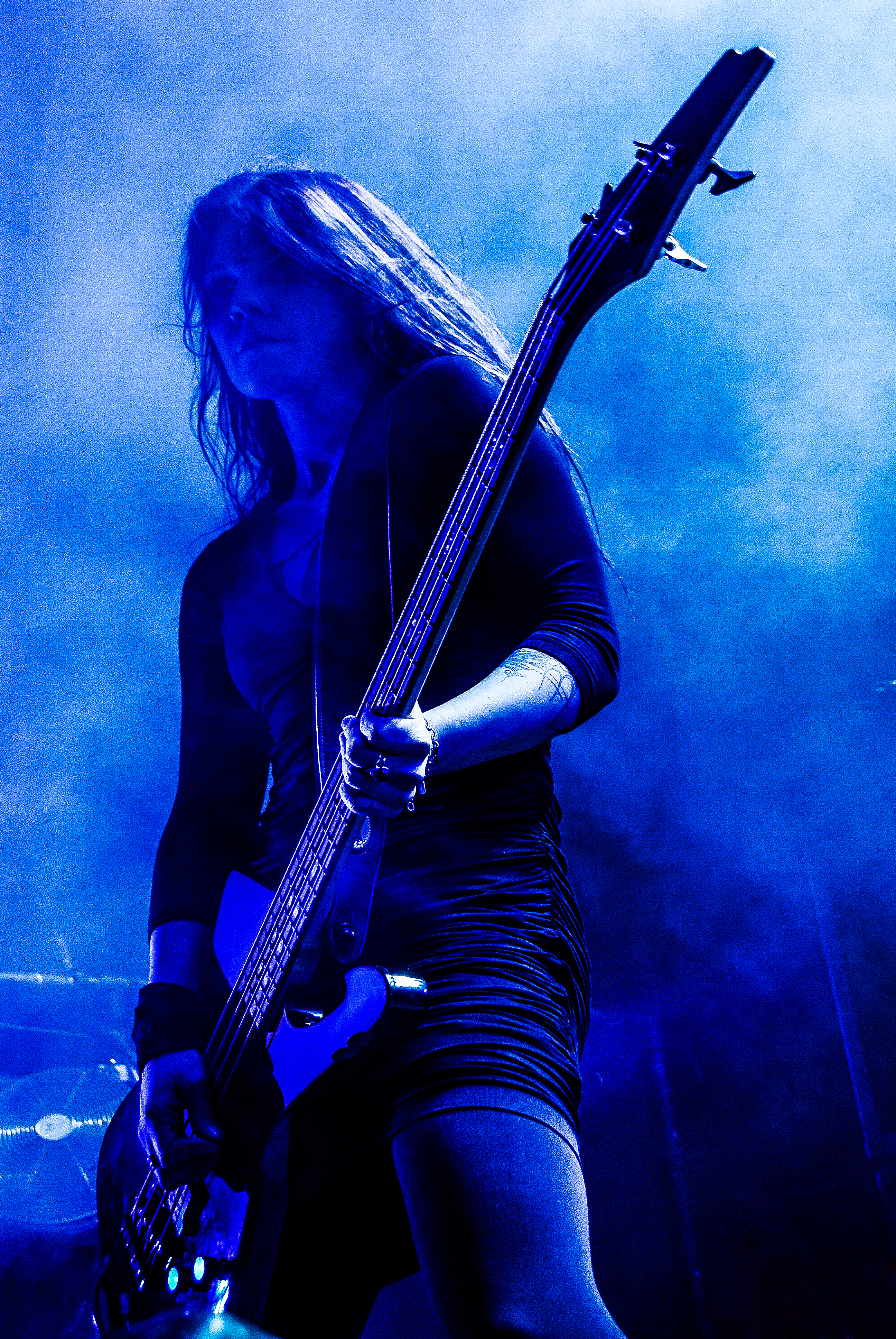
Vanja Slajh Bajo

### Miembro anterior
- Reed St. Mark - batería

Cronología